# Hand in Hand (Fairer Handel)
Hand in Hand ist ein Programm, das Anfang der 1990er von dem Lebensmittelhersteller Rapunzel Naturkost gegründet wurde, um den fairen Handel und die ökologische Landwirtschaft in den sogenannten Entwicklungsländern zu fördern. Das Siegel ist gleichzeitig ein Bio-Siegel, da der Hersteller ausschließlich mit Bio-Produkten handelt. Es wird auch als Nachhaltigkeitslabel bezeichnet. Insgesamt tragen rund 100 Produkte das „Hand in Hand“-Siegel. Die Produktgruppen umfassen u. a. Brotaufstriche, Nüsse, Schokolade, Kaffee und Snacks.

## Kriterien
Die Kriterien wurden in Zusammenarbeit mit Lieferanten, Inspektoren und unabhängigen Experten erarbeitet. Die Kriterien basieren auf den Kernarbeitsnormen der International Labour Organization, den Definitionen und Anforderungen aus den international geprägten Standards des SA8000 (Social Accountability) sowie den Leitlinien für soziale Gerechtigkeit der IFOAM (International Federation of Organic Agricultural Movements).
Der Händler garantiert den Lieferanten direkte und langfristige Lieferbeziehungen, Abnahmegarantien, faire Preise und eine Prämie zur Förderung öko-sozialer Projekte. Den Konsumenten soll durch das Siegel garantiert werden, dass die Produkte mindestens 50 % Rohstoffe der zertifizierten Partner enthalten.
Die Lieferanten garantieren Produkte in Bioqualität, die Einhaltung aller nationaler gesetzlicher Regelungen im Bereich Sozial-, Umwelt- und Arbeitsrecht, die soziale Absicherung der Mitarbeitenden, gesunde und sichere Arbeitsbedingungen, das Verbot von Kinderarbeit und Zwangsarbeit sowie durchgängige Transparenz.
Durch das Programm ist Rapunzel sowohl der Urheber als auch direkter Importeur der Rohstoffe und Inverkehrbringer der Produkte. 
Das private Programm steht neben den Fairhandelsprogrammen anderer Organisationen und verschiedener Biozertifizierer.

## Lieferanten
Die Einhaltung der Kriterien wird im zweijährigen Turnus bei allen Lieferanten vor Ort durch unabhängige Inspektoren kontrolliert. Die Kriterien gelten sowohl für Kooperativen, Plantagen, Exporteure und Verarbeiter (inklusive Rapunzel), von denen „Hand in Hand“-Produkte stammen können. Die Zertifizierung wird von einer externen Zertifizierungs-Stelle nach Erfüllung aller Kriterien durchgeführt. Die externen Kosten für die Inspektion und die Zertifizierung der Lieferanten trägt Rapunzel Naturkost.
2012 arbeitete Rapunzel mit 15 „Hand in Hand“-Partnern zusammen. Heute sind es 18 regionale Organisationen aus Ägypten, Bolivien, Brasilien, Burkina Faso, der Dominikanischen Republik, Ghana, Indien, Paraguay, Peru, Sri Lanka und Tansania.

## Hand in Hand-Fonds
Rapunzel zahlt jedes Jahr ein Prozent des Einkaufswertes der „Hand in Hand“-Rohwaren in einen Fonds ein, der seit 1997 von der Deutschen Umwelthilfe und Rapunzel verwaltet wird und gemeinnützige öko-soziale Projekte in Asien, Lateinamerika und Afrika fördert. Seit der Gründung im Jahr 1998 flossen rund 1,2 Millionen Euro in 260 Projekte in mehr als 50 Ländern. Die jährliche Fördersumme liegt mittlerweile bei über 100.000 Euro (Stand Juni 2017).